# Obispo de Winchester
El obispo de Winchester es la cabeza de la diócesis de Winchester de la Iglesia de Inglaterra. Su titular es uno de los cinco obispos que forman parte automáticamente de la Cámara de los Lores con independencia de su antigüedad en el cargo.
Su residencia oficial es el palacio de Wolvesey, en el castillo del mismo nombre. El obispo de Winchester también es el supervisor del Saint John's College de Oxford.

## Lista de obispos

### Hasta la conquista normanda
| Obispos de Dorchester | Obispos de Dorchester | Obispos de Dorchester | Obispos de Dorchester                                                                                        |
| Desde                 | Hasta                 | Titular               | Notas |
| --------------------- | --------------------- | --------------------- | --- |
| 634                   | c. 650                | Birinus               | Enviado desde Roma por el Papa Honorio IV, fundó la diócesis misionera; canonizado                           |
| c. 650                | c. 660                | Agilbert              | Renuncia |
| Obispos de Winchester |                       |                       | |
| Desde                 | Hasta                 | Titular               | Notas |
| 660                   | 663                   | Wine                  | |
| 670                   | ca. 676               | Leuthere              | |
| 676                   | ca. 705               | Hædde                 | Canonizado                                                                                                   |
| ca.705                | 744                   | Daniel                | |
| 744                   | 749–756               | Hunfrith              | |
| 756                   | 759–778               | Cyneheard             | |
| 759–778               | 759–778               | Æthelheard            | |
| 759–778               | 781–785               | Ecgbald               | |
| 781–785               | 781–785               | Dudd                  | |
| 781–785               | 801–803               | Cyneberht             | |
| 801–803               | 805–814               | Ealhmund              | |
| 805–814               | 836                   | Wigthegn              | |
| ca. 825               | 836                   | Herefrith             | Nunca firma sin Wigthegn.                                                                                    |
| 833–838               | 838                   | Eadmund               | Aparece en Crockford's Clerical Directory, pero no en la edición de 1986 del Handbook of British Chronology. |
| 833–838               | 838                   | Eadhun                | |
| 838 u 839             | 844–853               | Helmstan              | |
| 852 u 853             | 862–865               | Swithun               | |
| 862–867               | 871–877               | Ealhferth             | |
| 871–877               | 878 u 879             | Tunbeorht             | |
| 878 u 879             | 908                   | Denewulf              | |
| 909                   | 932 o 933             | Frithestan            | También escrito Frithustan. Canonizado                                                                       |
| 931                   | 934                   | Byrnstan              | También escrito Beornstan. Canonizado                                                                        |
| 934 o 935             | 951                   | Ælfheah (I)           | |
| 951                   | 959                   | Ælfsige (I)           | Trasladado a Canterbury                                                                                      |
| 960                   | 963                   | Beorhthelm            | Posiblemente trasladado desde Selsey                                                                         |
| 963                   | 984                   | Æthelwold (I)         | Canonizado                                                                                                   |
| 984                   | 1006                  | Ælfheah (II)          | Trasladado a Canterbury. Canonizado.                                                                         |
| 1006                  | 1006                  | Cenwulf               | |
| 1006                  | 1012                  | Æthelwold (II)        | |
| 1012                  | 1032                  | Ælfsige (II)          | |
| 1032                  | 1047                  | Ælfwine               | |
| 1047                  | 1070                  | Stigand               | Trasladado desde Elmham. Simultáneamente, arzobispo de Canterbury 1052–1070.                                 |
| Fuentes:              |                       |                       | |

### Desde la conquista normanda hasta la Reforma
| Desde    | Hasta | Titular              | Notas                                                          |
| -------- | ----- | -------------------- | -------------------------------------------------------------- |
| 1070     | 1098  | Walkelin             |                                                                |
| 1100     | 1129  | William Giffard      |                                                                |
| 1129     | 1171  | Henry of Blois       |                                                                |
| 1173     | 1188  | Richard de Ilchester |                                                                |
| 1189     | 1204  | Godfrey de Luci      |                                                                |
| 1205     | 1205  | (Richard Poore)      | Elección anulada                                               |
| 1205     | 1238  | Peter des Roches     |                                                                |
| 1238     | 1239  | (Ralph Neville)      | Elección anulada                                               |
| 1240     | 1250  | William de Raley     | Trasladado desde Norwich                                       |
| 1250     | 1260  | Aymer de Valence     |                                                                |
| 1261     | 1262  | (Andrew de Londres)  | Elección anulada                                               |
| 1261     | 1262  | (William de Taunton) | Elección anulada                                               |
| 1262     | 1268  | John Gervais         |                                                                |
| 1268     | 1280  | Nicholas de Ely      |                                                                |
| 1280     | 1280  | (Robert Burnell)     | Elección anulada en junio de 1280.                             |
| 1280     | 1282  | (Richard de la More) | No llegó a ser consagrado, renunció en 1282.                   |
| 1282     | 1304  | John de Pontoise     |                                                                |
| 1305     | 1316  | Henry Woodlock       |                                                                |
| 1316     | 1319  | John Sandale         |                                                                |
| 1319     | 1323  | Rigaud de Assier     |                                                                |
| 1323     | 1333  | John de Stratford    | Trasladado a Canterbury                                        |
| 1333     | 1345  | Adam Orleton         | Trasladado desde Worcester                                     |
| 1345     | 1366  | William Edington     |                                                                |
| 1366     | 1404  | William of Wykeham   |                                                                |
| 1404     | 1447  | Henry Beaufort       | Trasladado desde Lincoln                                       |
| 1447     | 1486  | William Waynflete    |                                                                |
| 1487     | 1492  | Peter Courtenay      | Trasladado desde Exeter                                        |
| 1493     | 1501  | Thomas Langton       | Trasladado desde Salisbury                                     |
| 1501     | 1528  | Richard Foxe         | Trasladado desde Durham                                        |
| 1529     | 1530  | Thomas Wolsey        | Arzobispo de York. Mantuvo in commendam la sede de Winchester. |
| Fuentes: |       |                      |                                                                |

### Durante la Reforma
| Desde    | Hasta | Titular                         | Notas                      |
| -------- | ----- | ------------------------------- | -------------------------- |
| 1531     | 1551  | Stephen Gardiner (1.er periodo) |                            |
| 1551     | 1553  | John Ponet                      | Trasladado desde Rochester |
| 1553     | 1555  | Stephen Gardiner (2º. periodo)  |                            |
| 1556     | 1559  | John White                      | Trasladado desde Lincoln   |
| Fuentes: |       |                                 |                            |

### Después de la Reforma
| Desde    | Hasta | Titular                                                                      | Notas                                                                        |
| -------- | ----- | ---------------------------------------------------------------------------- | ---------------------------------------------------------------------------- |
| 1560     | 1580  | Robert Horne                                                                 |                                                                              |
| 1580     | 1584  | John Watson                                                                  |                                                                              |
| 1584     | 1594  | Thomas Cooper                                                                | Trasladado desde Lincoln                                                     |
| 1594     | 1595  | William Wickham                                                              | Trasladado desde Lincoln                                                     |
| 1595     | 1596  | William Day                                                                  |                                                                              |
| 1597     | 1616  | Thomas Bilson                                                                | Trasladado desde Worcester                                                   |
| 1616     | 1618  | James Montague                                                               | Trasladado desde Bath and Wells                                              |
| 1618     | 1626  | Lancelot Andrewes                                                            | Trasladado desde Ely                                                         |
| 1627     | 1632  | Richard Neile                                                                | Trasladado desde Durham, later Trasladado a York                             |
| 1632     | 1646  | Walter Curle                                                                 | Trasladado desde Bath and Wells. Depuesto en 1646.                           |
| 1646     | 1660  | La sede fue abolida durante la Mancomunidad de Inglaterra y el Protectorado. | La sede fue abolida durante la Mancomunidad de Inglaterra y el Protectorado. |
| 1660     | 1662  | Brian Duppa                                                                  | Trasladado desde Salisbury                                                   |
| 1662     | 1684  | George Morley                                                                | Trasladado desde Worcester                                                   |
| 1684     | 1706  | Peter Mews                                                                   | Trasladado desde Bath and Wells                                              |
| 1707     | 1721  | Jonathan Trelawny                                                            | Trasladado desde Exeter                                                      |
| 1721     | 1723  | Charles Trimnell                                                             | Trasladado desde Norwich                                                     |
| 1723     | 1734  | Richard Willis                                                               | Trasladado desde Salisbury                                                   |
| 1734     | 1761  | Benjamin Hoadly                                                              | Trasladado desde Salisbury                                                   |
| 1761     | 1781  | John Thomas                                                                  | Trasladado desde Salisbury                                                   |
| 1781     | 1820  | Brownlow North                                                               | Trasladado desde Worcester                                                   |
| 1820     | 1827  | George Pretyman Tomline                                                      | Trasladado desde Lincoln                                                     |
| 1827     | 1869  | Charles Sumner                                                               | Trasladado desde Llandaff                                                    |
| 1869     | 1873  | Samuel Wilberforce                                                           | Trasladado desde Oxford                                                      |
| 1873     | 1891  | Harold Browne                                                                | Trasladado desde Ely                                                         |
| 1891     | 1895  | Anthony Thorold                                                              | Trasladado desde Rochester                                                   |
| 1895     | 1903  | Randall Davidson                                                             | Trasladado desde Rochester. En 1903, trasladado a Canterbury                 |
| 1903     | 1911  | Herbert Ryle                                                                 | Trasladado desde Exeter                                                      |
| 1911     | 1923  | Edward Talbot                                                                | Trasladado desde Southwark                                                   |
| 1923     | 1932  | Frank Woods                                                                  | Trasladado desde Peterborough                                                |
| 1932     | 1942  | Cyril Garbett                                                                | Trasladado desde Southwark, más tarde, Trasladado a York                     |
| 1942     | 1952  | Mervyn Haigh                                                                 | Trasladado desde Coventry                                                    |
| 1952     | 1961  | Alwyn Williams                                                               | Trasladado desde Durham                                                      |
| 1961     | 1975  | Falkner Allison                                                              | Trasladado desde Chelmsford                                                  |
| 1975     | 1985  | John Taylor                                                                  |                                                                              |
| 1985     | 1995  | Colin James                                                                  | Trasladado desde Wakefield                                                   |
| 1995     | 2011  | Michael Scott-Joynt                                                          | Trasladado desde Stafford                                                    |
| 2012     | 2022  | Tim Dakin                                                                    |                                                                              |
| 2023     | hoy   | Philip Mounstephen                                                           | Trasladado desde Truro                                                       |
| Fuentes: |       |                                                                              |                                                                              |